# Ladoschskoje (Kaliningrad, Bagrationowsk)
Ladoschskoje (russisch Ладожское, deutsch Kukehnen) war ein Ort in der russischen Oblast Kaliningrad (Gebiet Königsberg (Preußen)). Seine Ortsstelle liegt im Gebiet des Munizipalkreises Bagrationowsk (Preußisch Eylau) im Rajon Bagrationowsk.

## Geographische Lage
Die Ortsstelle von Ladoschskoje liegt am Ostufer des Flüsschens Kornewka (deutsch Stradick) im spdlichen Westen der Oblast Kaliningrad, 23 Kilometer östlich der früheren Kreisstadt Heiligenbeil (russisch Mamonowo) bzw. 25 Kilometer nordwestlich der heutigen Rajonhauptstadt Bagrationowsk (deutsch Preußisch Eylau).

## Geschichte

### Ortsgeschichte
Zum ersten Mal wurde Keukaynen (nach 1339 Keukayn, nach 1400 Kokayn, nach 1414 Kukeyn, nach 1415 Kewkeynen, vor 1600 Kukeimen, nach 1620 Kuhkehnen, nach 1680 Kuckehnen und erst nach 1748 Kukehnen) im Jahre 1324 erwähnt. Das Gut mit seinem Park und dem Gutsteich beherrschte das Ortsbild, das später um eine Ziegelei erweitert wurde. Bis 1752 besaß die Familie Thiesel von Daltitz das Gut Kukehnen.
Am 11. Juni 1874 wurde Kukehnen Amtsdorf und damit namensgebend für einen Amtsbezirk im Kreis Heiligenbeil im Regierungsbezirk Königsberg der preußischen Provinz Ostpreußen. Der Gutsbezirk Kukehnen zählte im Jahre 1910 mit dem Wohnplatz Vorwerk Domlitten insgesamt 195 Einwohner.
Am 30. September 1928 schlossen sich die Gutsbezirke Kukehnen und Nausseden zur neuen Landgemeinde Kukehnen zusammen, wobei jedoch das Vorwerk Domlitten in die Nachbargemeinde Nemritten eingegliedert wurde.
Die Zahl der so veränderten Gemeinde Kukehnen stieg bis 1933 auf 245 und belief sich im Jahre 1939 auf 241.
Als 1945 in Kriegsfolge das gesamte nördliche Ostpreußen an die Sowjetunion fiel, erhielt Kukehnen die russische Namensform „Ladoschskoje“. Allerdings findet das Dorf in den ersten 1950er Jahren keine Erwähnung mehr und teil damit das Schicksal fast aller ehemaligen Nachbardörfer. So ist keine evtl. Zugehörigkeit zu einem Dorfsowjet oder einer ähnlichen Verwaltungseinheit erkennbar. Das Dorf gilt als verlassen und damit wüst. Seine Ortsstelle liegt im Munizipalkreis der Stadt Bagrationowsk (Preußisch Eylau) im Rajon Bagrationowsk in der Oblast Kaliningrad der heutigen Russischen Föderation.

### Amtsbezirk Kukehnen (1874–1945)
Zum Amtsbezirk Kukehnen im Kreis Heiligenbeil gehörten 15 Orte, von denen  die meisten bereits Ende der 1920er Jahre zusammengingen. Auffallend ist, dass alle Orte nicht mehr existieren und als wüst gelten:
| Deutscher Name                              | Russischer Name | Anmerkungen                         |
| ------------------------------------------- | --------------- | ----------------------------------- |
| Albenlauk                                   |                 | 1928 nach Plössen eingegliedert     |
| Amalienwalde                                |                 | 1928 nach Plössen eingegliedert     |
| Bükühnen                                    |                 | 1928 nach Klaussitten eingegliedert |
| Klaussitten                                 | Mitschurino     |                                     |
| Klein Klingbeck                             |                 | 1928 nach Klaussitten eingegliedert |
| Königlich Pohren 1931–1945 Köllmisch Pohren |                 | 1928 nach Langendorf eingegliedert  |
| Korschellen                                 | Mitschurino     | 1928 nach Klaussitten eingegliedert |
| Kukehnen                                    | Ladoschskoje    |                                     |
| Langendorf                                  |                 |                                     |
| Nausseden                                   |                 | 1928 nach Kukehnen eingegliedert    |
| Nemritten                                   |                 |                                     |
| Ober Ecker                                  | Poretschje      | 1928 nach Nemritten eingegliedert   |
| Plössen                                     | Priwolnoje      |                                     |
| Preußisch Wäldchen                          |                 | 1928 nach Plössen eingegliedert     |
| Unter Ecker                                 | Poretschje      | 1928 nach Nemritten eingegliedert   |

Im Jahre 1945 bildeten nur noch die Orte Klaussitten, Kukehnen, Langendorf, Nemritten und Plössen den Amtsbezirk Kukehnen.

## Kirche
Bis 1945 war Kukehnen in die evangelische Kirche Zinten (russisch Kornewo) im Kirchenkreis Heiligenbeil, Kirchenprovinz Ostpreußen der Kirche der Altpreußischen Union und außerdem in die römisch-katholische Kirche in Zinten im damaligen Bistum Ermland eingepfarrt.

## Verkehr
Die Ortsstelle von Kukehnen resp. Ladoschskoje ist kaum noch wahrnehmbar. Sie ist von einem Abzweig der Straße von Kornewo (Zinten) nach Medowoje (Sollnicken/Tykrigehnen) und Swetloje (Kobbelbude) in nördlicher Richtung zu erreichen. Dieser Abseitslage war Kukehnen auch vor 1945 ausgesetzt, allerdings mit zahlreichen kleinen Verbindungswegen zu den Nachbardörfern: Kukehnen war Bahnstation an der Bahnstrecke Königsberg–Allenstein.